# Niefiedowskaja (rejon tarnoski)
Niefiedowskaja (ros. Нефедовская) – wieś w Rosji, w rejonie tarnoskim obwodu wołogodzkiego. W 2010 r. liczyła 16 mieszkańców.